# Robin Hannibal
Robin Hannibal Mølsted Braun er en dansk musikproducent og sangskriver, bedst kendt for at være den ene halvdel af den musikalske duo Quadron.